# Gängkloppa

Gängkloppa för fyrkantiga och runda gängsnitt.

Rörgängkloppa med spärrskaft.

Gängkloppa (svängjärn) är ett verktyg för att hålla fast olika gängsnitt (gängbackar) som användes för att skära utvändiga gängor. 
Ursprungligen användes gängkloppan för fyrkantiga gängsnitt. Dessa äldre verktyg består av en ställbar hållare i mitten och ett handtag på vardera sidan för att vrida verktyget runt det material man vill skapa gängor på. En rad valbara styrhål brukar ingå, för att underlätta gängstarten.
Gängkloppan används av till exempel rörläggare vid gängning av rör vid rördragning i fastigheter eller fartyg. 
Den traditionella gängkloppan har huvudsakligen ersatts av elektriska gängmaskiner.